# Vlag van Huizen

Vlag van de gemeente Huizen

De vlag van Huizen is op 21 november 1961 vastgesteld als de gemeentelijke vlag van de Noord-Hollandse gemeente Huizen. De beschrijving van de vlag luidt als volgt:
Rechthoekig en bestaat uit twee horizontale banen. De bovenste baan is rood en de onderste baan geel. In het midden van de rode baan staat het gemeentewapen, het melkmeisje, afgebeeld. Het melkmeisje draagt een juk met twee melkemmers.
De kleuren en de afbeelding zijn afgeleid van het gemeentewapen.
Opmerking: De tekening van de vlag volgens Sierksma (blz.81) toont eigenlijk de vlag van Huissen.

## Verwante afbeelding

Wapen van Huizen

Aalsmeer · Alkmaar · Amstelveen · Amsterdam · Bergen · Beverwijk · Blaricum · Bloemendaal · Castricum · Den Helder · Diemen · Dijk en Waard · Drechterland · Edam-Volendam · Enkhuizen · Gooise Meren · Haarlem · Haarlemmermeer · Heemskerk · Heemstede · Heiloo · Hilversum · Hollands Kroon · Hoorn · Huizen · Koggenland · Landsmeer · Laren · Medemblik · Oostzaan · Opmeer · Ouder-Amstel · Purmerend · Schagen · Stede Broec · Texel · Uitgeest · Uithoorn · Velsen · Waterland · Wijdemeren · Wormerland · Zaanstad · Zandvoort